# 斑柄波魚
斑柄波魚（学名：Rasbora kalbarensis）為輻鰭魚綱鯉形目鯉科波魚屬的一個種，分布於亞洲婆羅洲西部，體長可達2.5公分，棲息在中底層水域，可做為觀賞魚。